# Huerta La Palma

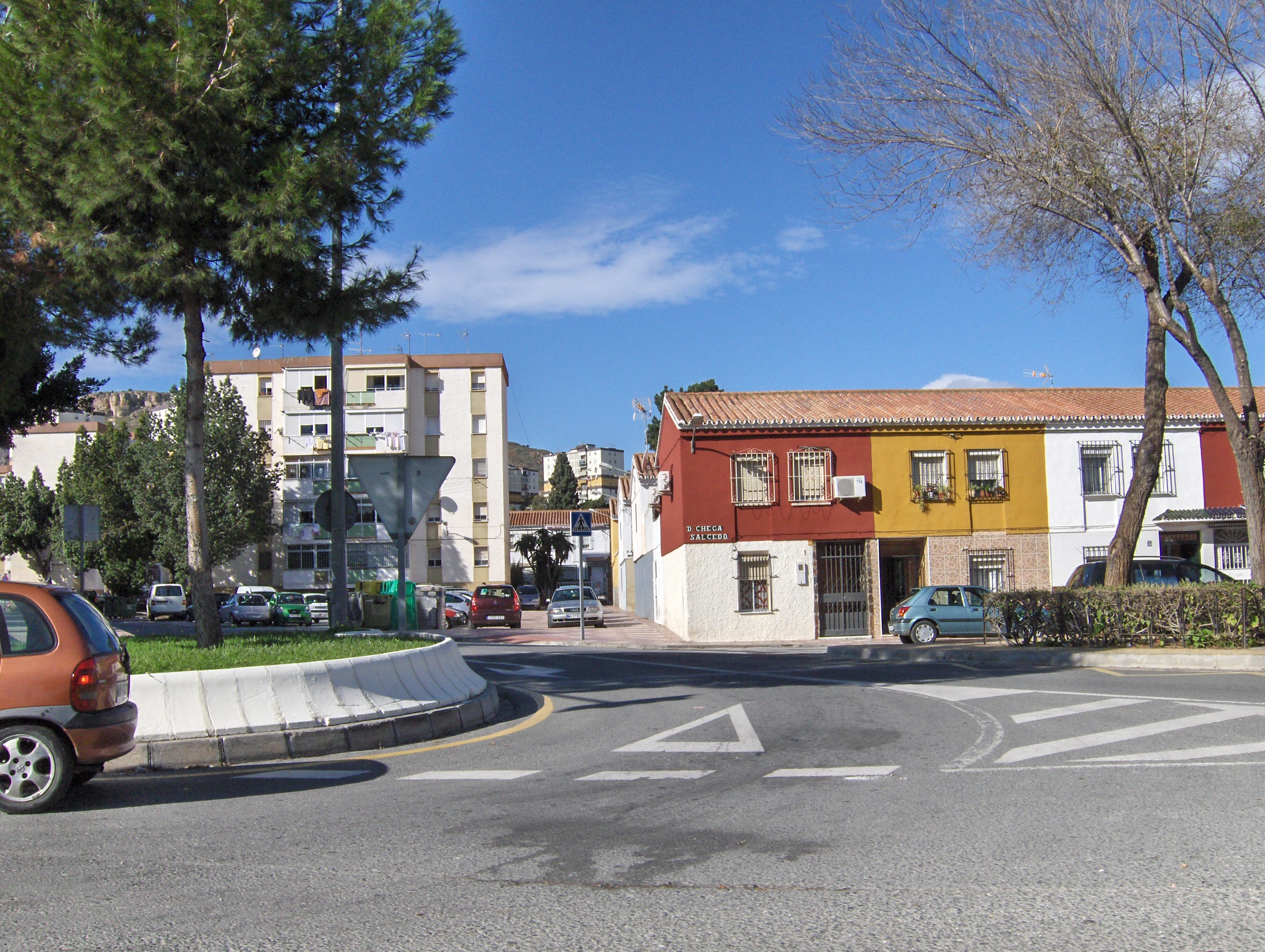
Vista desde calle del Bidasoa.

Huerta La Palma, también conocida como las 720 Viviendas, es un barrio perteneciente al distrito Palma-Palmilla de la ciudad andaluza de Málaga, España. Según la delimitación oficial del ayuntamiento, limita al norte con los barrios de La Palmilla y Virreina; al este, con el barrio de La Rosaleda; al sur, con el barrio de 503 Viviendas; y al oeste, con La Palma. 
Se trata de uno de los barrios más poblados del distrito. Comprende 88 bloques con más de 3.000 viviendas de protección social que fueron construidas en los años 1970.

## Transporte
En autobús queda conectado mediante las siguientes líneas de la EMT: 
| Línea | Trayecto                      | Recorrido | Frecuencia    |
| ----- | ----------------------------- | --------- | ------------- |
| 15    | La Virreina - Santa Paula     | Recorrido | 11-12 minutos |
| 17    | Alameda Principal - La Palma  | Recorrido | 10 minutos    |
| N2    | Plaza de la Marina - Circular | Recorrido | 50-55 minutos |